# کوارتت آلبان برگ
کوارتتِ آلبان بِرگ (به آلمانی: Alban Berg Quartett) یک گروه موسیقی کوارتت (چهارنوازی) زهی موسیقی کلاسیک بود که در سال ۱۹۷۱ در اتریش تشکیل شد.
نام گروه به افتخار آلبان برگ (۱۸۸۵–۱۹۳۵)، آهنگساز  اتریشی، برگزیده شده بود.

## تاریخچهٔ گروه
کوارتتِ آلبان بِرگ را چهار پروفسورِ جوان در سال ۱۹۷۰ در دانشگاه موسیقی و هنرهای نمایشی وین بنیاد گذاردند و نخستین اجرای خود را در پاییزِ ۱۹۷۱ در کنتسرت‌هاوسِ وین ارائه کردند. هِلِن، بیوهٔ آلبان بِرگ، در یک کنسرت خصوصیِ اولیهٔ گروه شرکت کرد و پس از آن، او رضایت داد تا نام شوهرش را بر کوارتت بگذارند.
فعالیتِ کوارتت آلبان بِرگ در سال ۲۰۰۸ پایان یافت.

## اجرا و ضبط کوارتت‌های زهی بتهوون
کوارتتِ آلبان بِرگ آثار فراوانی از آهنگسازان مختلفِ کلاسیک اجرا، ضبط و منتشر کرده‌است؛ ازجمله، دورهٔ کاملِ کوارتت‌های زهی بتهوون است که در اوایلِ دههٔ ۱۹۸۰ اجرا و ضبط کردند و شرکت ایمی (EMI) آن را منتشر ساخت و افزون بر یک میلیون نسخه از آن فروش رفت.